# Llista Alternativa (Suïssa)
La Llista Alternativa és un partit polític de Suïssa fundat el 1990 com a confederació de forces socialistes. A començaments de 2007 es va transformar en partit polític, però a les eleccions federals suïsses de 2007 no va assolir representació parlamentària. Col·labora amb el Partit del Treball Suís i solidaritéS als cantons de Berna i Zug, i compta amb 150 representants arreu del país.

## Càrrecs
- 5 escons al consell del cantó de Zúric
- 9 escons al consell municipal de Zúric
- 2 escons al consell municipal de Winterthur
- 1 escons al consell municipal de Dietikon
- 5 escons al consell del cantó de Schaffhausen
- 3 escons al consell municipal de Schaffhausen
- 1 escons al govern municipal de Schaffhausen